# Liste des épisodes de Titeuf
 (février 2022).
Si vous disposez d'ouvrages ou d'articles de référence ou si vous connaissez des sites web de qualité traitant du thème abordé ici, merci de compléter l'article en donnant les références utiles à sa vérifiabilité et en les liant à la section « Notes et références ».
Cette page présente la liste des épisodes de la bande dessinée et de la série animée Titeuf. La majorité des épisodes sont mis aléatoirement, tout comme le nombre d'épisodes affiché[pas clair].

## Liste des épisodes de la série animée

### Première saison (2001-?)
| №  | #  | Titre                       | Première diffusion   |
| -- | -- | --------------------------- | -------------------- |
| 1  | 1  | Tic paf...                  | Drapeau de la France |
| 2  | 2  | Ma soeur Zizie              | Drapeau de la France |
| 3  | 3  | Trouille                    | Drapeau de la France |
| 4  | 4  | Yann le yéti                | Drapeau de la France |
| 5  | 5  | Une star est née            | Drapeau de la France |
| 6  | 6  | Colin-Traquenard            | Drapeau de la France |
| 7  | 7  | Vive le sport               | Drapeau de la France |
| 8  | 8  | Ze t'aime                   | Drapeau de la France |
| 9  | 9  | La triche                   | Drapeau de la France |
| 10 | 10 | Sauver Vomito               | Drapeau de la France |
| 11 | 11 | Tcheu de colo               | Drapeau de la France |
| 12 | 12 | La faute au maton           | Drapeau de la France |
| 13 | 13 | L'encre dédébile            | Drapeau de la France |
| 14 | 14 | Titeuf mon zéro             | Drapeau de la France |
| 15 | 15 | Diesel                      | Drapeau de la France |
| 16 | 16 | Méchant cadô                | Drapeau de la France |
| 17 | 17 | Titeuf, ce génie            | Drapeau de la France |
| 18 | 18 | Le pari                     | Drapeau de la France |
| 19 | 19 | Pôv'dieux                   | Drapeau de la France |
| 20 | 20 | SOS Rabbits                 | Drapeau de la France |
| 21 | 21 | Train d'enfer               | Drapeau de la France |
| 22 | 22 | Boule de neige              | Drapeau de la France |
| 23 | 23 | La classe de neige          | Drapeau de la France |
| 24 | 24 | Raclette partie             | Drapeau de la France |
| 25 | 25 | L'ekrazatator               | Drapeau de la France |
| 26 | 26 | Tchernobyl                  | Drapeau de la France |
| 27 | 27 | Tata Monique                | Drapeau de la France |
| 28 | 28 | Mauvais casting             | Drapeau de la France |
| 29 | 29 | Zizie l'intello             | Drapeau de la France |
| 30 | 30 | Tout nu                     | Drapeau de la France |
| 31 | 31 | Toutes sur Titeuf           | Drapeau de la France |
| 32 | 32 | Les poux attaquent          | Drapeau de la France |
| 33 | 33 | Papa chôme                  | Drapeau de la France |
| 34 | 34 | Gare aux z'oreilles         | Drapeau de la France |
| 35 | 35 | Le grand déménagement       | Drapeau de la France |
| 36 | 36 | T'tention les yeux          | Drapeau de la France |
| 37 | 37 | Le sikologue                | Drapeau de la France |
| 38 | 38 | Diego                       | Drapeau de la France |
| 39 | 39 | Enfin seuls                 | Drapeau de la France |
| 40 | 40 | Le porte-savon              | Drapeau de la France |
| 41 | 41 | Rupture                     | Drapeau de la France |
| 42 | 42 | Nadia beurzday              | Drapeau de la France |
| 43 | 43 | L'ado                       | Drapeau de la France |
| 44 | 44 | Pretty Julie                | Drapeau de la France |
| 45 | 45 | Le bourreau des stickers    | Drapeau de la France |
| 46 | 46 | Ma future                   | Drapeau de la France |
| 47 | 47 | Avec les filles             | Drapeau de la France |
| 48 | 48 | La boum                     | Drapeau de la France |
| 49 | 49 | Les z'amoureux              | Drapeau de la France |
| 50 | 50 | Le zizi de Zizie            | Drapeau de la France |
| 51 | 51 | Aux frontières du réel      | Drapeau de la France |
| 52 | 52 | Crapauch'mar                | Drapeau de la France |
| 53 | 53 | Top honte                   | Drapeau de la France |
| 54 | 54 | Célébrité                   | Drapeau de la France |
| 55 | 55 | Fourmis zélées              | Drapeau de la France |
| 56 | 56 | L'electro-tactique          | Drapeau de la France |
| 57 | 57 | Pépé Dracula                | Drapeau de la France |
| 58 | 58 | Le retour du Grand Mugul    | Drapeau de la France |
| 59 | 59 | Fauche qui peut             | Drapeau de la France |
| 60 | 60 | Les z'abdos                 | Drapeau de la France |
| 61 | 61 | Zizique parc                | Drapeau de la France |
| 62 | 62 | Naze de short               | Drapeau de la France |
| 63 | 63 | Les routiers sont sympas    | Drapeau de la France |
| 64 | 64 | Le divorce                  | Drapeau de la France |
| 65 | 65 | Quelle galère c'te voiture  | Drapeau de la France |
| 66 | 66 | Le bourre-cochon            | Drapeau de la France |
| 67 | 67 | Fils de personne            | Drapeau de la France |
| 68 | 68 | Le bon plan                 | Drapeau de la France |
| 69 | 69 | Pépé pète la forme          | Drapeau de la France |
| 70 | 70 | Les z'oreilles de l'exploit | Drapeau de la France |
| 71 | 71 | L'éphémère                  | Drapeau de la France |
| 72 | 72 | Les joies de la mer         | Drapeau de la France |
| 73 | 73 | Bonnes vacances             | Drapeau de la France |
| 74 | 74 | À vos marques               | Drapeau de la France |
| 75 | 75 | Tim, il est trop            | Drapeau de la France |
| 76 | 76 | Duel au soleil              | Drapeau de la France |
| 77 | 77 | Le grand myope              | Drapeau de la France |
| 78 | 78 | Touche pô à mon arbre       | Drapeau de la France |

### Deuxième saison (2005)
1. S.O.S récré
2. Trente ans de moins
3. La fin du monde est pour lundi
4. Vomito-pot-de-colle
5. Télé-dure dure-réalité
6. Ma vieille Zizie
7. Madame Mirma
8. Le grand Ce-cerf
9. Ze t'aime, le Retour
10. Graine de vie 1
11. Les Muguls attaquent
12. Graine de vie 2
13. Sourire d'enfer
14. Concours des mères
15. Mon pépé
16. Le coup de foudre

### Troisième saison (2008-2011)
1. Supermatozoïde
2. Heureux évènement !
3. Abracadabra
4. Vomito a disparu
5. 100% Jeune
6. Seuls au monde
7. Plus que parfait
8. Moulinus porté disparu !
9. Maman a des ailes
10. La déprime de tata Monique
11. Le secret des filles
12. Ma paire de jumelles
13. L'oublié du parc
14. Ze t'aime plus
15. Les yeux de Basil
16. Concours mégatrash
17. Titeuf versus Aymé
18. Trop c'est trop
19. Tout va trop bien !
20. Adieu mèche cruelle
21. L'os du squelettausore
22. Belle dedans
23. La malédiction de la chaîne maudite
24. Coin-coin
25. Week-end romantique
26. Soucoupe violente
27. Aymé pète le feu
28. Ma conscience
29. Mon idole
30. Tony Carpaccio
31. 9ème sur la liste
32. S.O.S Mémé
33. Mon eau
34. Clone party
35. Ah, l'amour
36. Le cosmonaute
37. Les roues de la honte
38. Amnésique de la tête
39. Trop zen
40. Journal trop intime
41. Yucca, yucca pas
42. Esprit es-tu là ?
43. Horreur, une p'tite sœur !
44. La guerre du volley mixte
45. Papa 007 contre Monsieur Frix
46. Chagrin d'amour
47. Doudou nostalgie
48. Danse avec Nadia
49. Délit de fuite
50. Superpapy
51. Mon meilleur copain
52. Rock'n'mèche attitude
53. Retour vers le passé
54. Couple mixte
55. Gentleman lover
56. La smecte
57. Gare au garouille
58. Smeusseu d'amour
59. Comme des sauvages !
60. La crise
61. La débrouillardise de la vie
62. La bande à Titeuf
63. Chasseurs de cambrivoleur
64. Le premier poil
65. Mugulo résolution
66. Titeuf contre les bébés mutants
67. Bien fait pour toi !
68. La maîtresse a du chien
69. Le patron de papa
70. Les vaches sont toxiques
71. Un cadeau au poil
72. Qui vole un œuf, vole un bœuf ?
73. Le merle-chanteur
74. Titeuf, ce poisson
75. Les sandales qui font prout
76. Pôv' slip
77. Titeuf de la jungle
78. L'œuf de Titeuf
79. L'âme de l'enfance
80. Adieu l'amour
81. Trop pour un seul type
82. La guerre des filles
83. Titeuf, ce pipole
84. L’échange
85. Le supermarché de la honte
86. Même pô peur
87. Teuf TV
88. Envie de fraises
89. Le complesque du dipe
90. La conspiration des filles
91. Un don de la nature
92. L'invasion des Fluffies
93. Crâne d'œuf
94. La dégonfle
95. Légumivorophage
96. Toutes griffes dehors
97. Bouhouhou
98. L'enfer du portable
99. La fille de la piscine
100. Big mégaglobobo
101. Pôv Hugo
102. Adieu veaux, vaches, cochons
103. La vengeance du chewing gum masqué
104. Titeuf de Bergerac
105. La boîte anti-vieux
106. Amis pour la vie
107. La bouriflette somnambulique
108. Sur écoute
109. OGM, organismes génétiquement les mêmes
110. Le cri qui tue
111. L'arbre génialogique
112. Mission Ikiki
113. Mugulisator
114. Le micro rien du tout
115. Cherche grand-mère désespérément
116. Pépé se périme
117. Votez Titeuf
118. Bonne fête papa
119. Le cri de la carotte
120. L'enfer des euros
121. Le préserv'à tif
122. Sublime minable
123. Coursophobia
124. Touche pô à mes jouets
125. Full Titeuf
126. Le fruit de l'amour
127. Power Titeuf
128. Un poisson nommé Alain
129. Made in Titeuf
130. Papa junior
131. Dark Jean-Claude
132. Miraaac
133. Fille ou garçon
134. Le bracelet brésilien
135. Prématurés du zizi
136. La fracture du biocarpe
137. La fiancée de Titeuf
138. Fiesta d'enfer
139. Nouvelle vie
140. Saint-Tropd'pèze
141. Titeuf quitte la maison
142. Les bonnes résolutions
143. Les chaussettes de l'étrange
144. Noyeux Joël
145. Petit Pôpa Noël
146. Quelqu'un à qui parler
147. Le slip maudit
148. La fête des fils
149. Tcheu de taf
150. Tonton destroy
151. L'amour c'est trop nul
152. Amour, tempête et purée mixée
153. Fan de
154. Le génie de la tête
155. Niouk d'opéra
156. Top méga rendez-vous

### Quatrième saison (2015-2017)
1. Thérèse
2. Les faiseurs de justice
3. Le pétunia de la mort
4. Ramatou
5. Le cours de dessin
6. Les écologisateurs
7. Le mutant vert
8. Le grand départ
9. Le correspondant étranger
10. Manger bouger
11. Le cahier de souvenirs
12. La beauté du poil
13. Les mèches noires
14. Prince et princesse
15. Malade à tout prix
16. Jurassic love
17. Doggy sitter
18. La maladie du baiser
19. Photogaffe
20. Dans la peau d'une fille
21. Le cours d'éducation sexuelle
22. La polygamite du zizi
23. Le test de piscine
24. Allergik
25. L'exposé de l'enfer
26. Kiki le T-Rex
27. La justice au téléphone
28. Voyage à l'intérieur du dedans
29. Voyage à l'intérieur du dedans... d'une fille
30. Mûrir d'amur
31. La puanteur du moisi vivant
32. Opération turboprout
33. La dopamine du cerveau
34. Water causette
35. La fondue des glaces
36. Karatéteuf
37. Le pisto laser atomique
38. Neige de printemps
39. Identité super secrète
40. Fausse monnaie
41. La voix de l'homme
42. Alerte au bisou
43. Titanotor
44. La danse du slip
45. Le remplaçant
46. Mauvaise réputation
47. La puce du zizi
48. Le grand plongeon
49. Amour et postillons
50. Les toilettes de l'enfer
51. Contaminator
52. Le héros masqué
53. Opération hérisson
54. Le chevalier de la morve
55. Bouger casser
56. La couiqueuse de pesticules
57. T'es pô un cadeau
58. Le retour du slip maudit
59. La recette du chef
60. J'ai oublié mon slip
61. Le dopage du biceps
62. J'ai perdu mon pépé
63. Le meilleur d'entre nous
64. Traitement relaxatif
65. Enfumage de slip
66. L'attaque du maïs mutant
67. Ma bonne étoile
68. Ma méga bonne étoile
69. Le seigneur du platane
70. Éruditionnage
71. D'amûr et d'eau fraîche
72. Combat de neurones
73. Les maîtres du temps qui fuite
74. Une stratégie bien huilée
75. Le plâtre de l'amour
76. La nuit du chien-garou (épisode spécial de 21 minutes.)

## Liste des épisodes de la BD

### Tome 1: Dieu, le sexe et les bretelles
1. La femme avec pas de boules
2. Mon pote Manu
3. Le concours de celui qui pisse le plus loin
4. Le cours de dessin
5. Le pépé à Ludo
6. Dieu
7. Les filles d'abord c'est les plus bêtes
8. La distance du pied au cul
9. L'accro
10. Le psychologue
11. Plus tard j'veux pas être un héros
12. Tchernobyl
13. Les bretelles anti-gravité
14. Le chant
15. Poil aux billes
16. Milos
17. Le grand mystère
18. Du sexe et de la violence
19. Nadia
20. Commandant top gun
21. Bubulle et la grande évolution
22. La surprise
23. Monsieur Léonard
24. Médium
25. Abracadabra
26. Les histoires
27. Rzzz
28. Le cartable
29. Les maths
30. Dr. rayon X
31. Quand s'rai grand
32. Les copains
33. Dimi
34. La visite
35. La malédiction du slip
36. La mycose
37. Prout
38. La rentrée
39. Le musée
40. Le canard sexuel

### Tome 2: L'amour c'est po propre…
1. Perpet
2. Le téléphone rose
3. C'est po du jeu
4. Le cours d'éducation sexuelle
5. Élie
6. Jean-Claude
7. Dumbo
8. Le cours d'histoire
9. Le préservatif
10. La cantine
11. La loi du silence
12. Clovis le dégueulasse
13. Happy beurzday
14. Happy beurzday 2
15. Happy beurzday 3
16. Happy beurzday 4
17. Mut mut
18. C'est dingue
19. Slurp
20. Grosse rigolade
21. Mère nature
22. Le petit frère
23. Les bijoux de famille
24. Les petits riens
25. Momo toi-même
26. Tata Monique
27. Titeuf aid
28. La fête des mères
29. Les héros
30. Monsieur chevalier
31. Colin-maillard
32. Le nouveau
33. Le cosmos
34. Bouh !
35. La leçon de poésie
36. La jungle
37. Lucky luke
38. De son temps
39. Au suivant
40. Les cartoons c'est nul
41. Le trottoir
42. A pov'dieux
43. L'inspection
44. Les photos de Papa
45. Le petit prince

### Tome 3: Ça épate les filles…
1. Chacun son matériel
2. Sale époque
3. Le bad tripe
4. Paul Verlaine le rigolo
5. Les salopes
6. Le ciné
7. Les microbes
8. Sur la route
9. Sur la route 2
10. Manolo
11. Papa est un blaireau
12. La voie lactée
13. Le calcul
14. Mauvais carnet
15. Magic Titeuf
16. Le rendez-vous
17. La crise
18. Les cowboys
19. Tcheu à la honte
20. Papa
21. After-shave
22. Le gros enflé
23. La dernière goutte est toujours pour le pantalon
24. L'excursion en car
25. Cui-cui
26. Terreur sur la ville
27. Le rival
28. Le souper chez Madame Blondin
29. Le truc génial
30. La colo
31. La colo 2
32. La colo 3
33. La colo 4
34. La colo 5
35. Ma cousine Betty
36. La méga honte
37. Outlaw
38. Tout l'fout camp
39. Le vélo du cousin Thierry
40. La visite à l’hôpital
41. Tonton caméscope
42. La malédiction des sandales à doigts de pieds apparents
43. La science
44. Les présidentielles
45. La déco
46. Le bon plan

### Tome 4: C'est po juste…
1. Le hochet
2. Mémé tricot
3. Les roberts
4. La boule voyageuse
5. Les enfants battus
6. Frères de sida
7. Les bombes à eau
8. La vente de pâtisserie
9. Le contre-espionnage
10. Les chinois
11. Piscine avec vue
12. Tchernobyl garden
13. Bubble gum
14. Un dimanche à la campagne
15. La cousine Julie
16. Julie
17. Le paradis c'est nul
18. La bavure
19. Faut po s'étonner…
20. Le départ
21. Simone
22. Le trou du ciel
23. C'est po grave
24. La crèche
25. Les gros cubes
26. Filauzofie
27. Moulinex
28. L'affaire
29. Pourquoi tant de haine ?
30. Les échardes
31. Mr. mégamuscle
32. La culture
33. Le film gore
34. Dimanche matin
35. Carlos le pauvre
36. Ce con de fident
37. L’ogre
38. Barbie forever
39. A la guerre comme à la guerre
40. L'ordinateur
41. Popeye bidon
42. Mon 1er mariage
43. Faut agir
44. Le street-ball
45. La bosse matinale

### Tome 5: Et le derrière des choses
1. Les nike de la honte
2. La piscine chlorhydrique
3. Le cours d'environnement
4. Techno-arnaque
5. Le premier poil
6. Le rap ça fait mal
7. La belle inconnue
8. Le sex symbol
9. Les mystères de l'amour
10. Lolos
11. Le retour de ze t'aime
12. Overdose
13. Mes cauchemars
14. Mercredi après-midi
15. Rackett
16. Généalogie
17. Le coussin pétomane
18. Y'a p'us qu'à prier
19. Peace & love
20. Chiard t'oses-po
21. Terrorisme pratique
22. L'enterrement de Tonton Georges
23. Le vaccin sexuel
24. La bédé c'est dangereux
25. E.T.
26. Basil
27. Langue de velours
28. La malédiction du subconscient
29. L'orientateur professionnel
30. Le noël de Monsieur pourri
31. Le meilleur en neige
32. Les troupes d'élite
33. Superflash
34. Sacré Ramon
35. Les jeunes filles en fleur
36. Dieu 2
37. Pépé est biodégradable
38. Le retour de magic Titeuf
39. Save ze planet
40. Aventura park
41. Dites 33
42. Ma vie est nulle
43. Le trésor
44. Rodin
45. Techno-stratégie
46. La boom de fin d'année

### Tome 6: Tchô, monde cruel
1. Ken et Barbie
2. Le piège diabolique
3. La menace pauvre
4. Le sens de l'humour
5. La fin du monde est pour Lundi
6. Les dessous-choc
7. Le nouveau cartable
8. L'homme qui valait 3 centimes
9. Piercing
10. Le toboggan de la mort
11. On line ou pas
12. L'eau à la bouche
13. Les Mercredis nature
14. Mac champion
15. F.C Papa
16. Spoutch
17. La demi-sœur
18. Gastro-nomie
19. Chippendale
20. Le bon élève
21. Manu-tatoo
22. Protest livret
23. Safe gouter
24. Frissons dans la nuit
25. L'abominab' Morvax
26. Les punitions
27. La fauche
28. Top honte
29. La classe de neige
30. La classe de neige 2
31. La classe de neige 3
32. La classe de neige 4
33. La classe de neige 5
34. Banzai
35. La kill-braguette
36. Aux frontières du réel
37. Le skate c'est naze
38. Comment survivre à l'école
39. Boycott
40. Le paradis perdu
41. La mode du plus fort
42. La manif'
43. La fête
44. L'esprit du jeu
45. Nadia gum
46. Le péril jeune

### Tome 7: Le miracle de la vie
1. Skate
2. Le vent à la con
3. Ça épate les filles
4. Les organes
5. Verrue-ninja
6. Ramon, il est trop
7. La bibliothèque sexuelle
8. Les risques de l'été
9. Bastien est désaccordé
10. Chacun son trou
11. Puduk'
12. La drogue molle
13. L'envahisseur
14. Le bide
15. L'entretien d'embauche
16. Fils d'obsédés
17. Mozart remix
18. Le pipi du futur
19. Éducation sexuelle
20. Le diplôme
21. Moi, c'que j'en dis...
22. Être amoureux, c'est nul
23. Cette fois, c'est la fin
24. La grande joie
25. Les filles, c'est boueux
26. Trash-cuisine
27. Has-been
28. Entrainement
29. La crise
30. Le poster des oreilles
31. Pile ou face de rat
32. Terrorisme
33. Diego
34. Les filles à table
35. La fin des dinosaures
36. Sitcom
37. Couche-culotte
38. Le bon plan
39. Mon cousin Bertrand
40. L'épreuve de la mode
41. Fiche bricolage
42. Cité de la rigolade
43. Tifs
44. Les filles ça dit n'importe quoi...
45. Les trucs giga
46. Le miracle de la vie

### Tome 8: Lâchez-moi le slip!
1. Va te faire manipuler
2. La mission intergalactique
3. Lâche-moi le pampers !
4. Le mystère du bonheur
5. Les voleuses de nichons
6. Touche pô à mes neurones
7. Chez le psy
8. Le bal des vampires
9. Mars Attack
10. La neige molle
11. La fièvre du Lundi matin
12. Pétoline
13. L'effet magique
14. Le ballon cosmique
15. Jimi Hendrix
16. Pépé, il est vachement fort
17. Zizie-la-terrible
18. La relève
19. Ma p'tite soeur-à-moi
20. Le pistolet désintégrateur
21. Le Scrabble de la mort
22. Cataclysman
23. Les vacances de la mer
24. Les vacances de la mer 2
25. Les vacances de la mer 3
26. Les vacances de la mer 4
27. Super gag
28. Challenger
29. Manu-la-toupie
30. Les risques du racket
31. Du chocolat pour un monde meilleur
32. No Futur
33. Papa est un lâcheur
34. Nadia
35. Le réseau atomique
36. Moi j'aime bien l'art
37. Place aux jeunes
38. Krok lunette
39. Techno-prout
40. La secte-à-la-nul
41. Mes parents redoublent
42. Gastronomie
43. La bombe glaviomique
44. La ferme pédagogique
45. Le soutif sauveur
46. La première fois

### Tome 9: La loi du préau
1. Le parc d'attractions
2. Mégajump
3. Fulguro ball
4. Un jour à mégafun land
5. Les bonbons du diziak
6. Les maths au laser
7. Les pouètes
8. Quand je serai grand je serai dessinateur
9. Violence
10. Le biceps
11. Macho des yeux
12. L'arrache-slip
13. Solidarité au caramel
14. Chirurgie éthétique
15. L'automne
16. Spatio-potage
17. 30 millions d'aspirateurs
18. Le meilleur ami de l'homme
19. Les filles
20. Minet est dégueu
21. La jungle jurassique
22. peace & bouffe
23. J'adore la pluie
24. Mortel combat
25. Le ménage de slip
26. Je déteste le bus...
27. Papa est destroy
28. Le mégalotto de la vie
29. La nouvelle voiture
30. S. O. S. Oiseaux
31. Millésimé man
32. Noël
33. Ramon, il me tue
34. Papa est un voleur
35. Mercredi après-midi
36. Le cours de danse
37. Captain mégakill
38. Au secours !
39. Menu-surprise
40. Le zoo
41. Pauline
42. Poésie de printemps
43. Le jeu de bisou
44. Le spectacle de fin d'année
45. Mon pôv' cousin
46. Laissez-nous rêver